# Geo Dobre
Geo Dobre (n. 22 iulie 1954) este un actor român de teatru și film.

## Filmografie
- Mai presus de orice (1978)
- Bietul Ioanide (1980)
- Cucerirea Angliei (1982)
- Întoarcerea din iad (1983)
- Dreptate în lanțuri (1984)
- Noi, cei din linia întâi (1986) - ofițer german
- François Villon - Poetul vagabond (1987)
- Zîmbet de Soare (1988)
- Mircea (1989)
- Drumeț în calea lupilor (1990)
- Casa din vis (1992)
- Începutul adevărului (Oglinda) (1994)
- Punctul zero (1996)
- Triunghiul morții (1999)
- Supraviețuitorul (2008) - însoțitorul comisarului
- Carol I - Un destin pentru România (2009) - principele Ferdinand

- Queen Marie of Romania (2019)
- Ultimul corupt din România (2012) - Domide
- Din dragoste cu cele mai bune intenții (2011) - Loati
- Regina (2008) - generalul Vlad
- 4 luni, 3 săptămâni și 2 zile (2007) - Dr. Aldea
- Inimă de țigan (2007) - General
- De ce eu? (2006)
- Iubire ca în filme (2006) - Helmut Schwartz
- Lacrimi de iubire - filmul (2006) - Mircea Olteanu
- Mama dupa ora 5 (2006)
- Catherine the Great (2005) - Charles Hanbury Williams
- Lacrimi de iubire (2005) - Comisarul Olteanu
- Păcatele Evei (2005) - Comisarul Olteanu
- "Numai Iubirea" (2004) - Comisarul Olteanu
- O secundă de ură (2004) - Partener, scurt metraj
- Rivoglio i miei figli / Totul pentru copiii mei (2004)
- Amen. / Amen (2002) - Civil 3
- Entre chiens et loups (2002) - Directorul Casinoului
- Natures mortes (2000)
- Diplomatic Siege / Dușmanul dușmanului meu (1999) - CIA agent #2
- Le record (1999)
- Une mere comme on n'en fait plus (1997) - M. Bernadine
- Huntress: Spirit of the Night (1995) - Limo Driver
- Josh Kirby... Time Warrior: Chapter 1, Planet of the Dino-Knights (1995)
- Invisible: The Chronicles of Benjamin Knight (1993) - Mad Man

## Legături externe
- Geo Dobre la Internet Movie Database

## Vezi și
- Listă de actori români